# Pascal Rambeau
Pour les articles homonymes, voir Rambeau.
Pascal Rambeau, né le 14 avril 1972 à Vitry-sur-Seine, est un sportif français, pratiquant la voile. Membre de l'équipe de France, il a participé à 3 Jeux olympiques. Il se lance en 2010 auprès de Guillaume Florent pour une 4e préparation olympique en Star.

## Palmarès

### Jeux olympiques
- 6e aux Jeux olympiques d'été de 2008 à Pékin avec Xavier Rohart
- Médaillé de bronze aux Jeux olympiques d'Athènes en 2004 avec Xavier Rohart.
- 10e aux JO 2000 à Sydney en Soling

### Championnat du monde de Star
- Champion du monde de Star en 2003 et 2005
- Vice-champion du monde de Star en 2007

## Distinctions
Il a été élu en 2003 marin de l'année par la Fédération française de voile avec Xavier Rohart.
- Chevalier de l'ordre national du Mérite (décret du 24 septembre 2004)